# Богатырская улица (Киев)
Богатырская улица (укр. Богатирська вулиця) — улица в Оболонском районе Киева, местности Оболонь, Петровка. Пролегает от проспекта Степана Бандеры до границы города.
Примыкают Оболонский проспект, улицы Добрынинская (путепровод), Луговая, Маршала Тимошенко, Полярная, Героев Днепра, Кемеровская, Озёрная, Павла Дыбенко, Большая Кольцевая дорога и Редьчинская.

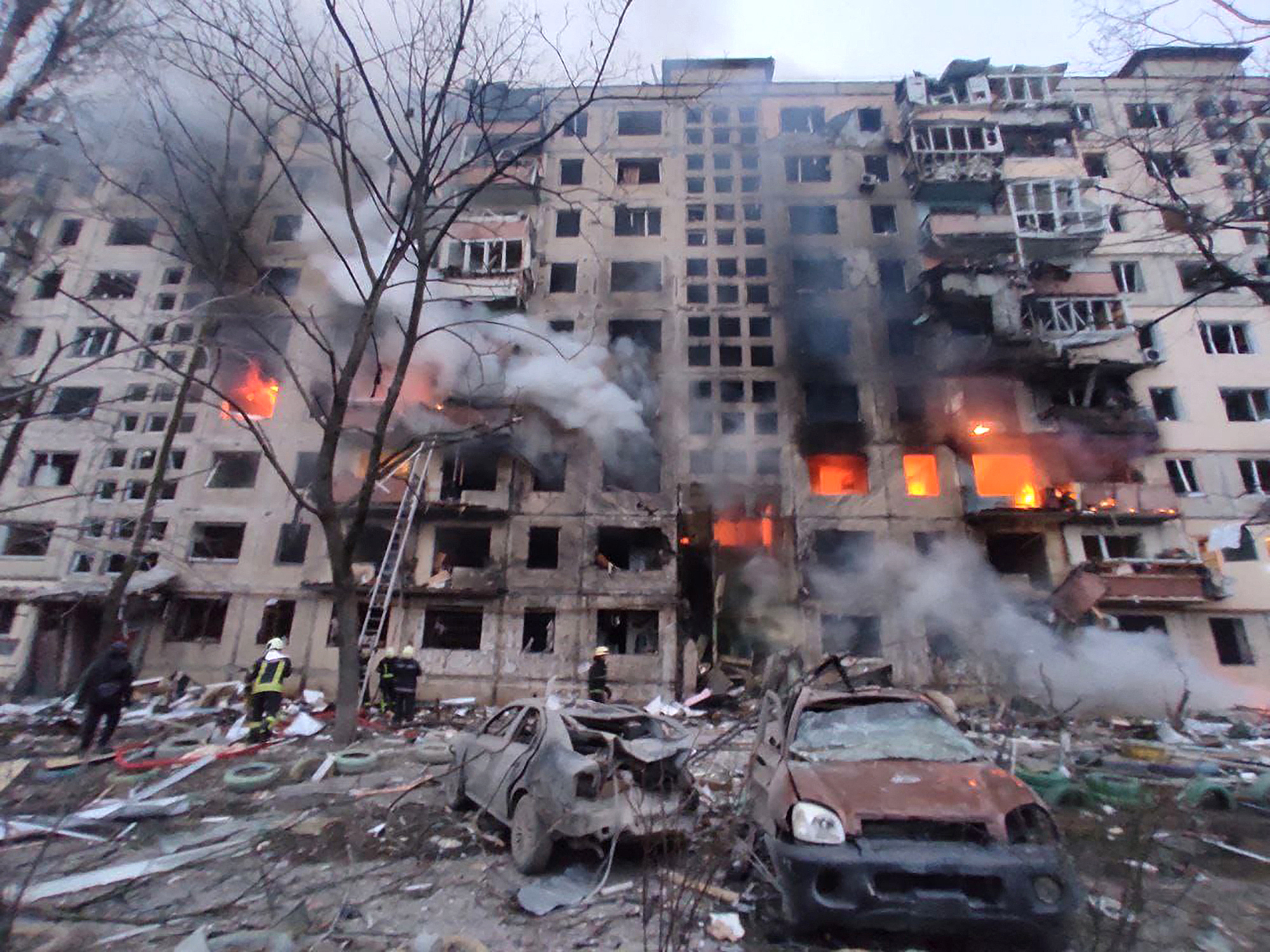
Девятиэтажный дом на Богатырской улице после попадания артиллерийского снаряда 14 марта 2022 года, во время вторжения России на Украину

## История

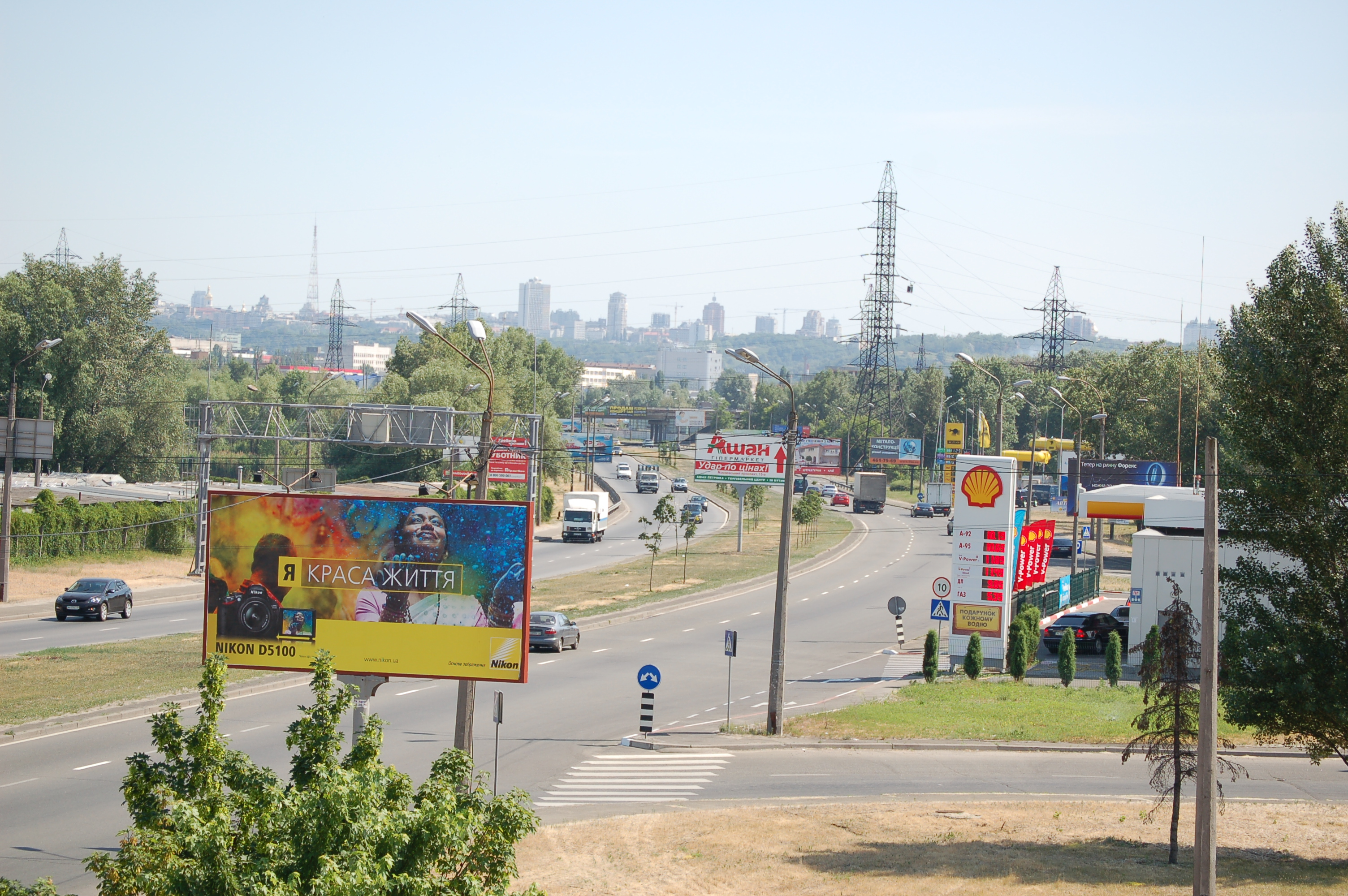

Улица запроектирована в 60-х годах XX века как дорога вдоль железнодорожной ветки на Киевскую ГЭС. Современное название — с 1966 года. Застройку начато в середине 1970-х годов. В середине 1980-х годов улица была реконструирована, на ней построены путепроводы на пересечении с улицами Луговой, Маршала Тимошенко, Добрынинской и Московским проспектом.

### Происхождение названия
По городской легенде, название улицы (так же как и соседней Добрынинской улицы) происходит от былин о богатыре Добрыне Никитиче, который на берегах реки Почайна (современные озера Опечень) победил Змея Горыныча.

## Учреждения

### Образование
- Гимназия № 143 (д. № 2-б)
- Школа № 231 (д. № 2-в)
- Музыкальная школа № 40 (д. № 2-в)
- Дошкольное учебное заведение № 590 (д. № 2-г)
- Дошкольное учебное заведение № 607 (д. № 16-а)
- Дошкольное учебное заведение № 608 (д. № 18-є)

### Здоровье
- Подстанция № 10 скорой медицинской помощи (д. № 4-а)
- Городская детская клиническая больница № 1 (д. № 30)
- Украинский медицинский центр реабилитации детей з органическими поражениями нервной системы МОЗ Украины (д. № 30)
- Кожно-венерологическая городская больница (д. № 32)

### Промышленные предприятия
- Пивзавод «Оболонь» (д. № 3)
- Деревообрабатывающий комбинат № 7 (д. № 9)